# Samet Gündüz
Samet Gündüz (* 13. September 1987) ist ein Schweizer Fussballspieler mit türkischer Staatsangehörigkeit.

## Karriere
Samet Gündüz durchlief die Juniorenmannschaften des FC Concordia Basel und wechselte ab 2005 zum Nachwuchsteam des FC Basel (U-21) in die 1. Liga, die dritthöchste Spielklasse. In der Saison 2008/09 spielte der Mittelfeldspieler (rechte Aussenbahn) erstmals in der Challenge League, der zweithöchsten Spielklasse der Schweiz. Zunächst wurde Gündüz an den FC Wil ausgeliehen, bei dem er 12 Spiele bestritt und ein Tor erzielte und anschliessend an seinen ehemaligen Stammverein, den FC Concordia Basel. Bei Concordia absolvierte der Mittelfeldakteur elf Partien ohne eigenen Torerfolg. In der Vorrunde der Saison 2009/10 setzte ihn der FC Basel erneut in seiner U-21-Mannschaft ein. Er erzielte ein Tor in 16 Spielen.
Zur Rückrunde der Saison 2009/10 wechselte Samet Gündüz leihweise zum FC Thun. Er bestritt in der Meisterschaft 9 Spiele. Der Berner Oberländer Verein, der etliche Basler Nachwuchsspieler in seinem Team aufgestellt hatte, wurde in dieser Saison Challenge-League-Meister und stieg in die Axpo Super League auf. Da die Leihphase von Gündüz beim FC Thun bis Juli 2010 festgesetzt war, kehrte er zum FC Basel zurück und wurde schliesslich bis zum Ende der Saison 2010/11 an den Erstligisten BSC Old Boys Basel ausgeliehen.

## Titel und Erfolge
- Challenge League 2009/10